# Barthélemy Guibal
Pour les articles homonymes, voir Guibal.
Barthélemy Guibal est un sculpteur français, né à Nîmes le 10 février 1699 et décédé à Lunéville le 5 mai 1757 dans le duché de Lorraine.

## Architecte à la cour de Lorraine
Barthélemy Guibal s'établit dans le duché de Lorraine à Lunéville en 1720 et y fonde une famille. Au service du duc Léopold, il est nommé premier sculpteur en 1724, succédant à François Dumont (1688-1726), premier sculpteur de 1721 à 1724. Avec d'autres artistes, il orne de statues les parterres et les bassins des Bosquets du château de Lunéville. Nombre de ces statues sont aujourd'hui conservés dans le parc de Schwetzingen.

## Architecte du roi Stanislas
Confirmé dans ses fonctions de « sculpteur et architecte ordinaire du roi » par Stanislas Leszczyński le 4 mai 1745, Guibal s'affaire sur les chantiers ducaux à Chanteheux, Commercy et Lunéville. 
Il réalise les deux statues monumentales de saint Jean Népomucène et de saint Michel couronnant les tours de l'église Saint-Jacques de Lunéville. 
Durant l'année 1750, il devient l'un des auxiliaires de l'architecte Emmanuel Héré pour les travaux de la place Royale de Nancy. Il exécute les groupes en plomb des célèbres fontaines de Neptune et d'Amphitrite, les sculptures de la place de la Carrière ainsi que les deux femmes, la France et la Renommée, qui soutiennent le médaillon de Louis XV au-dessus de l'Arc de Triomphe. 
Barthélemy Guibal unit son talent à celui de son plus brillant élève et collaborateur Paul-Louis Cyfflé pour réaliser l'imposante statue du roi de France, gendre de Stanislas, édifiée au centre de la Place Royale de Nancy. 
Peu de temps après les travaux, Guibal meurt le 5 mai 1757, dans une situation de fortune assez précaire et en laissant sept enfants mineurs. 
Malgré un différend avec Cyfflé lors de la désignation de l'auteur de la statue de Louis XV, Cyfflé témoigna de son amitié conservée en acceptant la charge de curateur. 
Au total il a eu 17 enfant de deux mariages. L'un des fils de Guibal, Nicolas Guibal (1725-1784) continua la tradition paternelle et devint un peintre de talent, excellent portraitiste et décorateur à la cour de Wurtemberg. Il est aussi le grand-père de la peintre Elisabeth Lisinka Poirel (épouse de Victor Poirel).

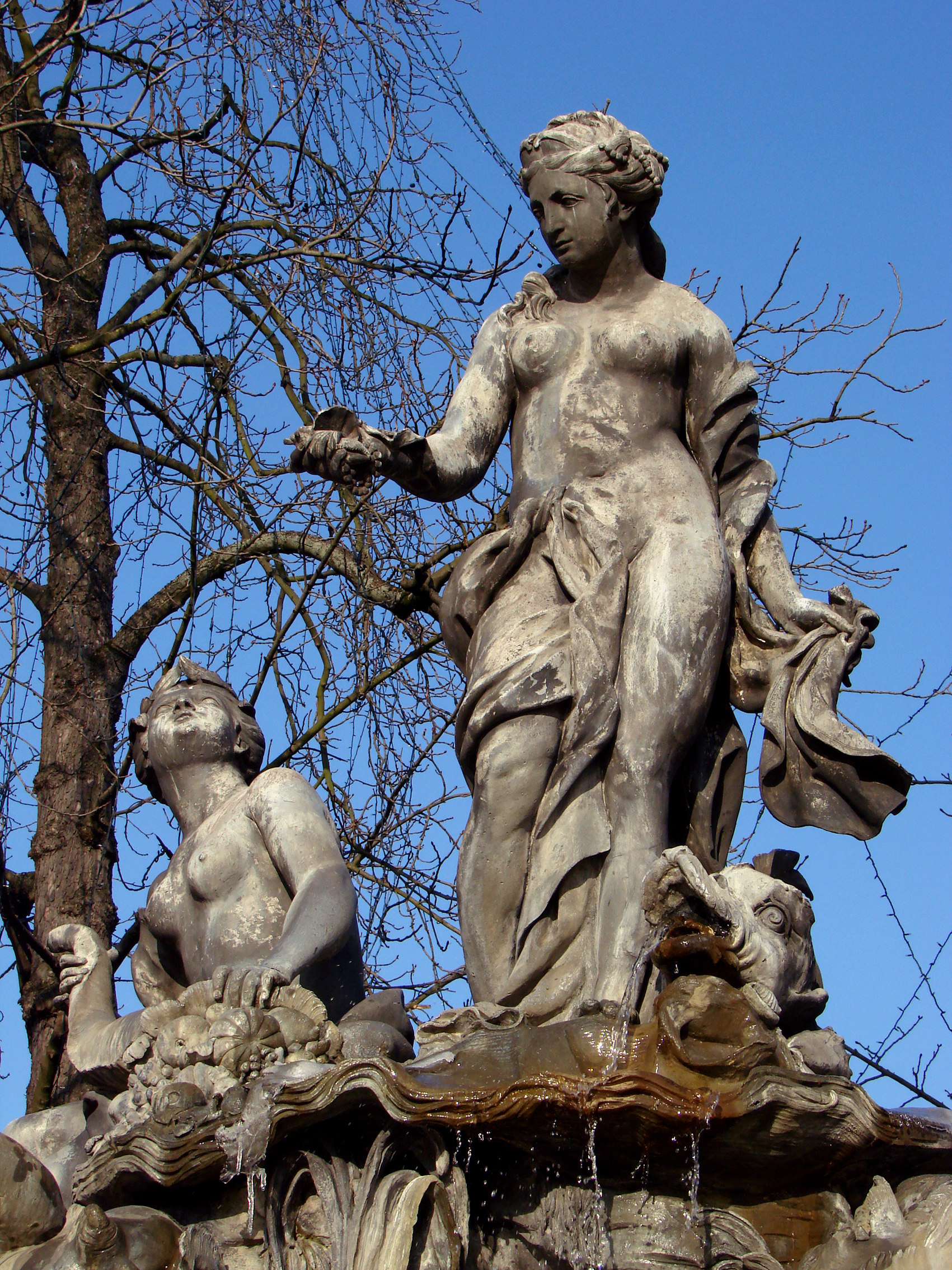
Fontaine d'Amphitrite, Place Stanislas, Nancy.
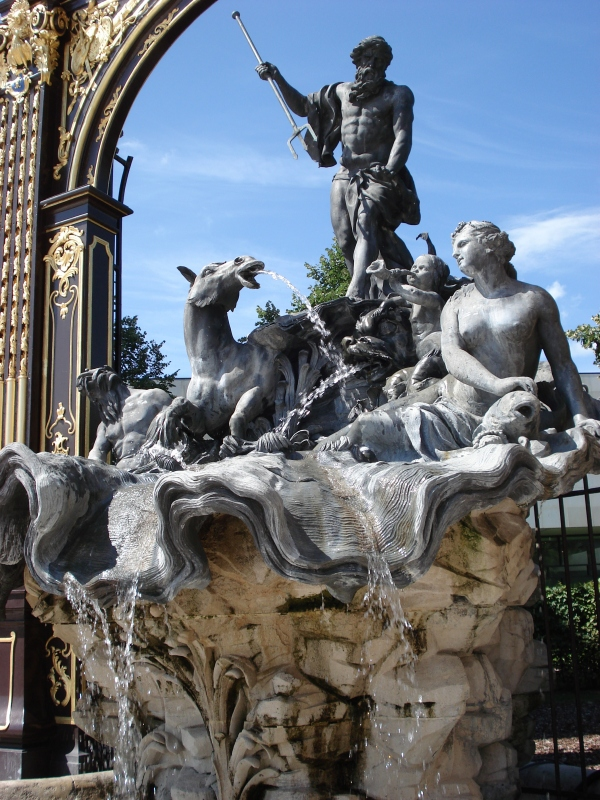
Fontaine de Neptune, Place Stanislas, Nancy
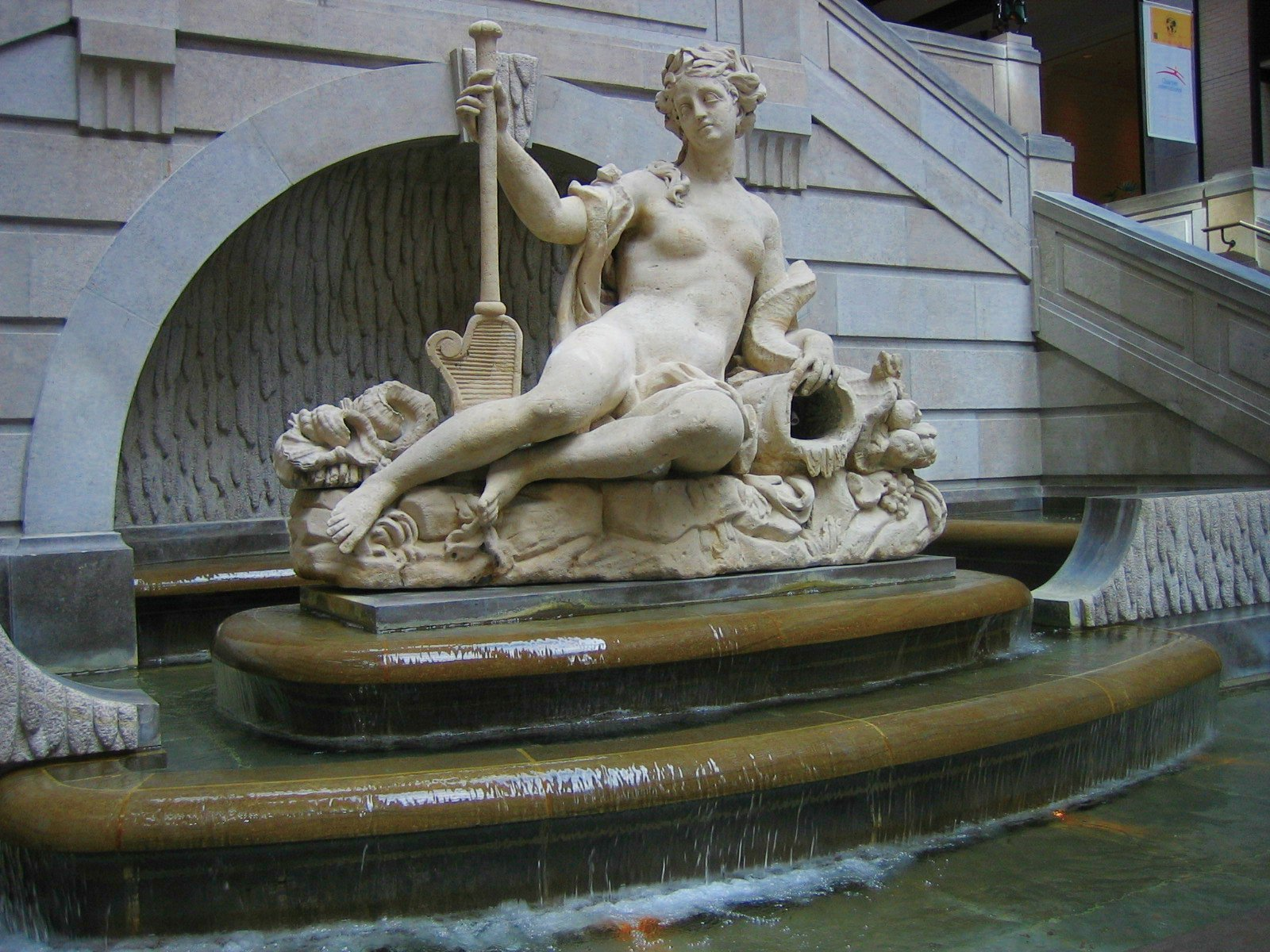
Statue d'Amphitrite au Centre de commerce mondial de Montréal